# Diphyus ontariensis
Diphyus ontariensis är en stekelart som först beskrevs av Léon Abel Provancher 1886.  Diphyus ontariensis ingår i släktet Diphyus och familjen brokparasitsteklar. Inga underarter finns listade i Catalogue of Life.